# Declan Rice
Declan Rice (Kingston upon Thames, 14 de janeiro de 1999) é um futebolista profissional inglês que atua como volante, meia central ou zagueiro. Joga pelo Arsenal e pela Seleção Inglesa.

## Carreira no clube

### West Ham United

#### 2015–2020
Em 16 de dezembro de 2015, dois anos após ingressar no West Ham United na categoria de base, Rice assinou seu primeiro contrato profissional com o clube. Rice recebeu sua primeira convocação para o elenco principal do West Ham para as partidas contra Sunderland e Everton em abril de 2017, após impressionar na equipe sub-23. Ele estreou pelo time principal contra o Burnley no último dia da temporada da Premier League 2016–17, entrando como substituto aos 91 minutos de jogo em uma vitória fora de casa por 2 a 1, cinco dias depois de liderar os sub-23s na conquista do acesso com uma vitória por 2 a 1 fora de casa contra o Newcastle United. Sua estreia pela equipe principal ocorreu em 19 de agosto de 2017 em uma derrota por 3 a 2 contra o Southampton. Em abril de 2018, Rice foi nomeado vice-campeão do prêmio Hammer of the Year de 2017–18, ficando atrás de Marko Arnautović.
Em 22 de dezembro de 2018, ele fez sua 50ª aparição pelo West Ham, tornando-se o primeiro jogador a fazê-lo ainda adolescente desde Michael Carrick. Em 28 de dezembro de 2018, Rice assinou um novo contrato até 2024 com a opção de um ano adicional. Em 12 de janeiro de 2019, Rice marcou seu primeiro gol pelo West Ham e foi nomeado o homem do jogo em uma vitória por 1 a 0 contra o Arsenal, no 50º jogo do West Ham na Premier League no Estádio de Londres. Em 20 de abril, Rice foi indicado na lista final para o prêmio Jogador Jovem do Ano da PFA, que acabou sendo concedido ao colega de seleção da Inglaterra de Rice, Raheem Sterling. No final da temporada 2018–19, ele foi nomeado Jogador do Ano pelos Jogadores e venceu o prêmio de Melhor Atuação Individual da Temporada, por sua atuação decisiva contra o Arsenal, e foi nomeado Jovem do Ano do West Ham pelo terceiro ano consecutivo.
Em 28 de dezembro de 2019, Rice capitaneou o West Ham pela primeira vez, aos 20 anos, em uma derrota em casa por 2 a 1 contra o Leicester City. Ele marcou seu primeiro e único gol na Premier League da temporada em 17 de julho de 2020, com um chute de fora da área contra o Watford, em uma vitória por 3 a 1. Na temporada 2019-20, Rice jogou todas as 38 partidas da liga pelo West Ham, jogando todos os minutos. Ele esteve entre os cinco principais jogadores da Premier League tanto em tackles quanto em interceptações, liderando os jogadores do West Ham em ambas as categorias e fazendo mais passes do que qualquer outro jogador do West Ham. Ele foi nomeado Hammer of the Year pela primeira vez em 2020.

#### 2020–2023
Em 15 de fevereiro de 2021, Rice marcou seu primeiro gol da temporada ao converter o pênalti e colocar a equipe na liderança contra o Sheffield United em uma vitória em casa por 3 a 0. Em abril de 2021, tendo jogado em todas as partidas do West Ham até então na temporada 2020–21, Rice foi afastado por quatro semanas devido a uma lesão no joelho sofrida durante o serviço internacional com a Inglaterra.
Em 16 de setembro de 2021, Rice fez sua estreia europeia e marcou seu primeiro gol europeu em uma vitória fora de casa por 2 a 0 sobre o Dinamo Zagreb na Liga Europa. Em 9 de maio de 2022, Rice foi nomeado Hammer of the Year pela segunda vez. Após a campanha do West Ham na Liga Europa, que os levou até a semifinal, Rice foi nomeado na Equipe do Ano da Liga Europa da UEFA 2021–22 ao lado do companheiro de equipe Craig Dawson. Após a aposentadoria de Mark Noble em maio de 2022, Rice foi nomeado capitão do West Ham.
Em 16 de outubro de 2022, Rice abriu sua conta de gols na temporada, marcando um belo gol de fora da área a uma distância de 22 jardas para garantir ao West Ham um ponto em um empate por 1 a 1 contra o Southampton. Em 20 de abril de 2023, Rice marcou o terceiro gol do West Ham em uma vitória por 4 a 1 na UEFA Europa Conference League contra o clube belga Gent, carregando a bola por mais de 50 metros antes de finalizar contra o goleiro do Gent, Davy Roef, resultando em um gol rotulado como "talvez o gol mais marcante da carreira de Rice" pelo The Daily Telegraph. Em maio de 2023, ele foi novamente nomeado Hammer of the Year, pela temporada 2022–23. Em 8 de junho de 2023, Rice foi nomeado jogador da temporada da Europa Conference League pela UEFA, pois Rice capitaneou o West Ham para seu primeiro título europeu importante desde 1965 após uma vitória por 2 a 1 contra a Fiorentina na final um dia antes.
Durante a temporada 2022–23, Rice recuperou a posse de bola mais do que qualquer outro jogador da Premier League. Ele também fez o maior número de interceptações entre todos os jogadores da Premier League.
Rice deixou o West Ham em julho de 2023, juntando-se ao Arsenal. Ele jogou 245 jogos pelo West Ham, marcando 15 gols. Ele é um dos únicos três capitães do West Ham, juntamente com Bobby Moore e Billy Bonds, a ter capitaneado o clube para um troféu importante. O presidente do West Ham, David Sullivan, disse que o clube não queria vender o jogador, afirmando que desejavam construir a equipe em torno dele, mas que Rice deixou claro que queria seguir em frente. Rice, por sua vez, disse sobre a transferência: "No fim das contas, sempre foi sobre minha ambição de jogar no mais alto nível do jogo".

### Arsenal
Em 15 de julho de 2023, Rice assinou com o clube da Premier League, o Arsenal, em um contrato de longo prazo. Foi relatado que a taxa de transferência foi de £100 milhões iniciais, podendo chegar a £5 milhões em acréscimos, tornando-o o jogador inglês mais caro, igualando o recorde anterior de Jack Grealish. A estrutura da transferência foi informada como o West Ham recebendo £50 milhões imediatamente e mais £50 milhões no verão de 2024. Eles também receberão £1 milhão toda vez que o Arsenal se classificar para a Liga dos Campeões durante o tempo dele no clube e £1 milhão se ele jogar 60% das partidas em uma temporada, com esses pagamentos limitados a £5 milhões. Ele estreou em 6 de agosto contra o Manchester City no FA Community Shield de 2023, que o Arsenal venceu por 4 a 1 nos pênaltis após um empate em 1 a 1. Em 12 de agosto, Rice começou na partida de abertura do Arsenal na temporada 2023-24 da Premier League, uma vitória em casa por 2 a 1 sobre o Nottingham Forest. Em 3 de setembro, ele marcou seu primeiro gol pelo Arsenal, nos acréscimos para garantir à sua equipe uma vantagem de 2 a 1 contra o Manchester United em uma partida que terminou com uma vitória por 3 a 1.
Rice foi anunciado como indicado ao The Best FIFA Men's Player com base em suas performances tanto pelos clubes londrinos quanto pela seleção nacional. Em 11 de fevereiro, Rice marcou seu primeiro gol contra seu ex-clube, o West Ham United, em uma vitória por 6 a 0 no Estádio de Londres, que foi a pior derrota em casa do West Ham na liga desde 1963 contra o Blackburn Rovers.

## Carreira internacional

### República da Irlanda
Embora tenha nascido em Londres, Rice era elegível para jogar pela Irlanda, pois seus avós são de Cork. Em 19 de março de 2017, Rice foi eleito o melhor jogador do ano da República da Irlanda Sub-17. Em 23 de maio de 2017, poucos dias após sua estreia na Premier League, Rice foi convocado para a seleção da Irlanda para jogar amistosos contra o México e Uruguai, além de um jogo pelas eliminatórias da Copa do Mundo, em casa, contra a Áustria. Ele fez sua estréia sênior em 23 de março de 2018, na derrota por 1-0 para a Turquia.
Em agosto de 2018, Rice foi preterido da equipe pelo técnico Martin O'Neill para jogar contra Gales, já que disse que Rice estava pensando em jogar pela Inglaterra depois de ser abordado por eles. Em novembro de 2018, tendo sido preterido em três convocações por O'Neill, Rice disse que não estava mais perto de decidir se jogaria pela Irlanda ou pela Inglaterra. Em dezembro de 2018, Rice se encontrou com o novo gerente da Irlanda, Mick McCarthy e seu assistente, Robbie Keane. McCarthy disse que Rice era um potencial futuro capitão da Irlanda e que construiria o time em torno de Rice caso ele decidisse jogar pelo país.

### Inglaterra
Em 13 de fevereiro de 2019, Rice prometeu seu futuro à Inglaterra. Em 5 de março, sua mudança de lealdade foi confirmada pela FIFA . Em 13 de março, ele foi convocado pela Inglaterra para os próximos jogos de qualificação do UEFA Euro 2020 contra a República Tcheca e Montenegro . Ele fez sua estreia em 22 de março, como reserva aos 63 minutos, contra a República Tcheca, no Estádio de Wembley .
Em 25 de março de 2019, o técnico da Inglaterra Gareth Southgate entregou a Rice sua primeira partida pela seleção nacional durante uma vitória por 5–1 sobre Montenegro . Após a temporada de sucesso de Rice, ele foi nomeado um lugar na seleção da Inglaterra para as finais da Liga das Nações da UEFA . Em setembro de 2019, Rice disse ter recebido ameaças de morte online depois de mudar de aliança da Irlanda para a Inglaterra. Ele foi o primeiro jogador a jogar pelos dois países desde Jack Reynolds na década de 1890.
| time nacional        | Ano   | Apps | Metas |
| -------------------- | ----- | ---- | ----- |
| República da Irlanda | 2018  | 3    | 0     |
| Total                | Total | 3    | 0     |
| Inglaterra           | 2019  | 7    | 0     |
| Inglaterra           | 2020  | 1    | 0     |
| Total                | Total | 8    | 0     |

## Títulos
West Ham
- Liga Conferência Europa da UEFA: 2022–23[44]

Arsenal
- Supercopa da Inglaterra: 2023

### Campanhas em destaque
Inglaterra
- Segundo lugar da Eurocopa: 2020
- Terceiro lugar da Liga das Nações da UEFA: 2018–19[45]

### Premios Individual
- Jogador jovem do ano do West Ham United : 2016–17,[46] 2017–18[47]
- Jogador do ano do West Ham United : 2019-20[48]
- Jogador do ano sub-17 da República da Irlanda : 2017[28]
- Jogador do Ano Sub-19 da República da Irlanda : 2018
- Jogador Jovem do Ano do London Football Awards: 2019[49]
- Jovem jogador irlandês do ano 2018[50][51]
- Equipe ideal da Liga Conferência da UEFA: 2022–23[52]
- Melhor jogador da Liga Conferência da UEFA: 2022–23[53]